# Veliko jezero (Mljet)
Veliko jezero na otoku Mljetu (zapravo, zaljev koji je kod Solina povezan s otvorenim morem) nastalo je potapanjem krškog polja.

## Opis
Veliko jezero ima površinu od 1,45 km², najveća mu je dužina 2,5 km, a širina 1 km. Najveća dubina Velikog jezera iznosi 46 metara. Veliko se jezero spaja s otvorenim morem dugim i širokim kanalom, na mjestu koje se zove Veliki most, a od tog se mjesta širi u Solinski kanal i zatim se spaja s otvorenim morem. Veliki je most prije 1960. godine bio plitkiji i uži nego danas, što je rezultiralo stvaranjem jake morske struje, koja se mijenjala svakih šest sati. Za vrijeme plime ili oseke struje je ili ulazila ili izlazila iz jezera. Na tom su mjestu benediktinci izgradili mlin, a služio je za proizvodnju soli (mjesto Soline, u neposrednoj blizini, po tome je dobilo ime). Veliki je most srušen 1958. godine kako bi predsjednik SFRJ Josip Broz Tito mogao ući u jezero sa svojom jahtom.
Na južnoj strani jezera nalazi se otočić Sveta Marija. Njegova veličina je 120 m x 200 m. Na njemu su pronađeni ostatci rimske građevine, ali je daleko najpoznatiji po benediktinskom samostanu koji je izgrađen kad su benediktinci došli na otok u 12. stoljeću.
Veliko i Malo jezero su prirodni fenomen nacionalnog parka Mljet te ujedno i najposjećenije mjesto na Mljetu.
U Velikom jezeru obitava jedina endemska meduza Hrvatske, Aurelia Relicta koja naraste i preko pola metra u promjeru, a nema žarnjake pa nije opasna.